# Ласерда, Габриэл
Габриэ́л Са́нтос Корде́йро Ласе́рда (порт.-браз. Gabriel Santos Cordeiro Lacerda; род. 29 августа 1999, Каейрас, Сан-Паулу) — бразильский футболист, защитник клуба «Сидней».

## Клубная карьера
Ласерда — воспитанник клубов «Палмейрас|», «Фигейренсе» и «Сеара». 13 августа 2020 года в матче против «Гремио» он дебютировал в бразильской Серии A в составе последних. 25 июня 2021 года в поединке против «Атлетико Минейро» Габриэль забил свой первый гол за «Сеару». В составе клуба он дважды выиграл Кубка Нордесте. Летом 2023 года Ласерда на правах аренды перешёл в австралийский «Сидней».

## Достижения
Клубные
 «Сеара»
- Обладатель Кубка Нордесте — 2020, 2023